# Tanto Faz (canção de Priscilla Alcantara)
"Tanto Faz" é uma canção da cantora brasileira Priscilla Alcantara, lançada em 26 de maio de 2017 pela gravadora Sony Music Brasil. A canção foi lançada como primeiro, porém não principal, single, do novo álbum da cantora, intitulado Gente (2018).

## Antecedentes
A artista chegou a comentar sua relação com a música digital em entrevista. 

“Para mim tem sido fácil a adaptação nessa mudança porque sempre estive envolvida digitalmente. Tanto a música, quanto qualquer outra coisa, sempre precisará se adaptar à evolução global, principalmente nessa fase em que todo mundo quer tudo muito rápido e ‘na mão’. Eu gosto de como a música tem sido consumida nos dias de hoje”— Priscilla Alcantara
Em entrevista ao “Conversa com Bial”, Priscilla falou sobre seu visual moderno, sua linguagem irreverente e sua relação com a Igreja. “Existem pessoas religiosas mais tradicionais que não gostam muito daquilo que eu faço, acho que exatamente por sair do padrão. Eu tenho uma vida com Deus e ele nunca me impôs uma vida com rótulos, com padrão. Deus, para mim, não é uma religião, ele é alguém”, disse.

## Composição e gravação
A canção “Tanto Faz” foi produzida por Johnny Essi, que já trabalhou com vários artistas evangélicos e bandas como Fernanda Brum, Diante do Trono e Heloisa Rosa.

## Desempenho comercial
A música, também foi liberada no YouTube com apenas a capa do single, somou quase 400 mil execuções em cerca de um dia. No Spotify, uma das plataformas de streaming de maior sucesso, esteve em destaque em playlists de música evangélica.[carece de fontes?]

## Vídeo musical

Capturas em ecrã de quatro momentos do videoclipe de "Tanto Faz".

### Desenvolvimento e produção
O videoclipe do single, foi dirigido por Flauzilino Jr., notório por trabalhos com Paulo César Baruk, Daniela Araújo e DJ PV. Gravado em estúdio, o clipe traz um visual dark, apostando em efeitos visuais, mostrando Alcantara em cenários com iluminações vermelhas, filtros em preto e branco com algumas colagens aleatórias e grafismos em sincronia com a batida eletrônica da faixa, combinada aos vocais da cantora.

### Lançamento e desempenho
O vídeo foi lançado no dia 7 de julho de 2017 nas plataformas digitais de Priscilla. O videoclipe de "Tanto Faz", teve mais de 60 mil streams apenas no dia de estreia; alcançou mais de 1 milhão de visualizações em 2 dias e chegou ao 13º lugar do Top 50 Viral do Spotify Brasil, que leva em consideração as faixas mais compartilhadas pelos usuários do serviço.

## Lista de faixas
| Download digital |             |                     |         |  |
| N.º              | Título      | Compositor(es)      | Duração |  |
| 1.               | "Tanto Faz" | Priscilla Alcantara | 4:14    |  |

## Créditos
- Priscilla Alcantara - composição e vocais
- Flauzilino Jr - direção geral
- Patrick Rodriguez - direção de fotografia